# Eishockey-Oberliga 1956/57
Die Saison 1956/57 der Eishockey-Oberliga war die neunte Spielzeit der höchsten deutschen Eishockeyliga. Deutscher Meister wurde EV Füssen, der damit seinen fünften Meistertitel in Folge gewinnen konnte. Preussen Krefeld konnte sich als Letzter der Gruppe West im Relegationsspiel gegen den Berliner Schlittschuhclub, den Sieger der Aufstiegsrunde Nord, durchsetzen und verblieb in der Liga. Als Vertreter der Aufstiegsgruppe Süd stieg der EV Landshut in die auf sechs Mannschaften aufgestockte Gruppe Süd auf.

## Voraussetzungen

### Teilnehmer
| Gruppe West - VfL Bad Nauheim - Düsseldorfer EG - Kölner EK (Aufsteiger) - Krefelder EV - Preussen Krefeld - Mannheimer ERC (Aufsteiger) | Gruppe Süd - EC Bad Tölz - EV Füssen (Titelverteidiger) - EV Kaufbeuren (Aufsteiger) - SC Riessersee - SC Weßling |

### Modus
Im Gegensatz zum Vorjahr wurde der Modus umfassend geändert. Die Vorrunde wurde in zwei Gruppen, der Gruppe Süd mit fünf und der  Gruppe West mit sechs Mannschaften, in Form einer Einfachrunde ausgespielt, sodass jeder Verein jeweils ein Heim- und ein Auswärtsspiel gegen die übrigen Mannschaften der eigenen Gruppe bestritt. Anschließend qualifizierten sich die Vereine auf den Plätzen 1 bis 3 aus dem Süden und Platz 1 und 2 aus dem Westen für die Finalrunde. Der Letzte der Gruppe West musste in der Relegation gegen den Sieger der Aufstiegsrunde Nord seinen Startplatz in der höchsten Spielklasse verteidigen. In der Gruppe Süd kam es aufgrund der Aufstockung auf sechs Teilnehmer zu keinem Relegationsspiel, der Sieger der Aufstiegsgruppe Süd stieg direkt in die Oberliga auf.

## Vorrunde

### Gruppe West
|    | Klub             | Sp | S  | U | N  | Tore  | Punkte |
| -- | ---------------- | -- | -- | - | -- | ----- | ------ |
| 1. | VfL Bad Nauheim  | 10 | 10 | 0 | 0  | 67:34 | 20:0   |
| 2. | Mannheimer ERC   | 10 | 08 | 0 | 02 | 57:21 | 16:04  |
| 3. | Düsseldorfer EG  | 10 | 06 | 0 | 04 | 57:39 | 12:08  |
| 4. | Krefelder EV     | 10 | 03 | 0 | 07 | 40:48 | 06:14  |
| 5. | Kölner EK        | 10 | 02 | 0 | 08 | 30:72 | 04:16  |
| 6. | Preussen Krefeld | 10 | 01 | 0 | 09 | 30:61 | 02:18  |

Abkürzungen: Sp = Spiele, S = Siege, U = Unentschieden, N = Niederlagen
Erläuterungen: Finalrunde, Relegation

### Gruppe Süd
|    | Klub          | Sp | S | U | N | Tore  | Punkte |
| -- | ------------- | -- | - | - | - | ----- | ------ |
| 1. | SC Riessersee | 8  | 7 | 0 | 1 | 76:32 | 14:02  |
| 2. | EV Füssen     | 8  | 6 | 0 | 2 | 67:28 | 12:04  |
| 3. | EC Bad Tölz   | 8  | 5 | 0 | 3 | 62:42 | 10:06  |
| 4. | SC Weßling    | 8  | 2 | 0 | 6 | 27:70 | 04:12  |
| 5. | EV Kaufbeuren | 8  | 0 | 0 | 8 | 32:92 | 00:16  |

Abkürzungen: Sp = Spiele, S = Siege, U = Unentschieden, N = Niederlagen
Erläuterungen: Finalrunde

## Finalrunde
|    | Klub            | Sp | S | U | N | Tore  | Punkte |
| -- | --------------- | -- | - | - | - | ----- | ------ |
| 1. | EV Füssen       | 8  | 7 | 1 | 0 | 61:18 | 15:01  |
| 2. | SC Riessersee   | 8  | 5 | 0 | 3 | 31:31 | 10:06  |
| 3. | EC Bad Tölz     | 8  | 4 | 1 | 3 | 38:27 | 09:07  |
| 4. | Mannheimer ERC  | 8  | 1 | 1 | 6 | 26:45 | 03:13  |
| 5. | VfL Bad Nauheim | 8  | 1 | 1 | 6 | 20:55 | 03:13  |

Abkürzungen: Sp = Spiele, S = Siege, U = Unentschieden, N = Niederlagen
Erläuterungen: Meister

## Kader des Deutschen Meisters
| Deutscher Meister EV Füssen | Wilhelm Bechler, Karl Fischer, Martin Beck, Ernst Eggerbauer, Paul Ambros, Ernst Trautwein, Markus Egen, Max Pfefferle, Fritz Kleber, Georg Guggemos, Xaver Unsinn, Walter Krötz, Siegfried Schubert, Oskar Mayrhans Cheftrainer: Bruno Leinweber |

## Aufstiegsrunde
Die Meister der Landesligen spielten in zwei regionalen Gruppen einen Direktaufsteiger (im Süden) und einen Relegationsteilnehmer (im Norden/Westen) aus.

### Nord
Erste Runde
- EHC Düsseldorf – SC Frankfurt 1880 8:1

Zweite Runde
- Berliner Schlittschuhclub – EHC Düsseldorf 3:1

Relegation
- Preußen Krefeld – Berliner Schlittschuhclub 6:2

### Süd
Der Meister der Landesliga Bayern, EV Landshut, stieg kampflos in die Oberliga auf, alle anderen Landesligameister verzichteten.